# 施韦根-雷希滕巴赫
施韦根-雷希滕巴赫是德国莱茵兰-普法尔茨州的一个市镇。总面积16.04平方公里，总人口1449人，其中男性717人，女性732人（2011年12月31日），人口密度90人/平方公里。